# Eclipse lunar de 27 de julho de 1980
| Eclipse Lunar Penumbral 27 de julho de 1980 | Eclipse Lunar Penumbral 27 de julho de 1980 |
| --- | ------------------------------------------- |
| A Lua cruzando o extremo norte da zona de penumbra da Terra, de oeste para leste (da direita para a esquerda), com a parte sul da Lua um pouco menos brilhante que o normal. |                                             |
| Gamma | +1,4138                                     |
| Saros (e membro) | 109 (71 de 73)                              |
| Sequência de eclipses lunares |                                             |
| Anterior | 1 de março de 1980                          |
| Próximo | 26 de agosto de 1980                        |
| Duração (hr:mn:sc) |                                             |
| Penumbral | 2:17:33                                     |
| Fases e Horários do Eclipse (UTC) |                                             |
| P1 | 17:59:29                                    |
| Máximo | 19:08:08                                    |
| P4 | 20:17:02                                    |

O eclipse lunar de 27 de julho de 1980 foi um eclipse penumbral, o segundo de três eclipses lunares do ano. Teve magnitude penumbral de 0,2535 e umbral de -0,7264. Teve duração total de cerca de 137 minutos.
A Lua passou pelo extremo norte da faixa de penumbra da Terra, que ainda assim cobriu uma parte razoável ao sul do disco lunar, fazendo apenas com que essa região tivesse seu brilho um pouco reduzido, enquanto o restante da superfície estava de fora da área eclipsada. Como houve alterações mínimas no satélite, o eclipse foi quase imperceptível a olho nu.
Este eclipse penumbral muito sutil era essencialmente invisível a olho nu; embora tenha durado 2 horas e 18 minutos, apenas 25% do disco da Lua estava na sombra parcial (sem parte disso na sombra completa).
A Lua cruzou a extremidade norte da penumbra da Terra, em nodo descendente, dentro da constelação de Capricórnio, bem próxima às estrelas Dabih e α2 Cap, e também próxima aos aglomerados NGC 6981 (M 72) e NGC 6994 (M 73), na constelação vizinha de Aquário.

## Série Saros
Eclipse pertencente ao ciclo lunar Saros de série 109, sendo de número 71, de um total de 73 eclipses da série. O eclipse anterior foi o eclipse penumbral de 17 de julho de 1962, e o próximo será com o eclipse penumbral de 8 de agosto de 1998, o penúltimo da série.

## Visibilidade
Foi visível no Oceano Índico, África, Europa, Austrália, Antártida, grande parte da Ásia e no extremo oeste do Pacífico.
| Região do planeta onde foi visível durante o máximo do eclipse - 19:08 UTC. A região central do Oceano Índico obteve a melhor observação do meio do eclipse, de onde foi visível à meia-noite. |
| Mapa de visibilidade do eclipse |